# Jan Kasprzykowski
Jan Kasprzykowski (Tomasz Kasprzykowski)  (ur. 20 października 1943 w Radomiu, zm. 15 maja 2007 w Hasselt) – polski aktor teatralny i filmowy.

## Życiorys
Był absolwentem Wydziału Aktorskiego Państwowej Wyższej Szkoły Filmowej, Telewizyjnej i Teatralnej w Łodzi (1968). Występował na deskach teatrów: im. Stefana Jaracza w Łodzi (1965), im. Wojciecha Bogusławskiego w Kaliszu (1968-1969), Nowego w Łodzi (1969-1983), im. Jerzego Szaniawskiego w Płocku (1983-1984) oraz Powszechnego w Łodzi (1984-1985). W 1985 roku wyjechał do Belgii, gdzie mieszkał aż do śmierci.

## Filmografia

### Filmy fabularne
- Nie ma powrotu Johnny (1969) – żołnierz amerykański
- Złote Koło (1971) – pielęgniarz
- Podróż za jeden uśmiech (1972) – koszykarz Franek „Szajba”, chłopak cioci Ani
- Śledztwo (1973) – policjant z wypadku
- Mazepa (1975)
- Biohazard (1977)
- Do krwi ostatniej... (1978) – żołnierz I Dywizji
- Okno (1981)

### Seriale telewizyjne
- Podróż za jeden uśmiech (1972, odc. 2) – koszykarz Franek „Szajba”, chłopak cioci Ani
- Do krwi ostatniej (1979, odc. 5, 6) – żołnierz I Dywizji
- Detektywi na wakacjach (1979, odc. 1, 2, 4, 5) – narzeczony Zosi
- Rycerze i rabusie (1984, odc. 6)